# Paul Drewes
Paul Drewes (Ten Boer, 2 de baril de 1982) es un deportista neerlandés que compitió en remo.
Ganó una medalla de plata en el Campeonato Europeo de Remo de 2010, en la prueba de dos sin timonel ligero. Participó en los Juegos Olímpicos de Pekín 2008, ocupando el sexto lugar en la prueba de cuatro sin timonel ligero.

## Palmarés internacional
| Campeonato Europeo | Campeonato Europeo          | Campeonato Europeo | Campeonato Europeo     |
| Año                | Lugar                       | Medalla            | Prueba                 |
| ------------------ | --------------------------- | ------------------ | ---------------------- |
| 2010               | Montemor-o-Velho (Portugal) | Medalla de plata   | Dos sin timonel ligero |